# Chiesa di Santa Croce (Val Brembilla)
La chiesa di Santa Croce è il principale luogo di culto cattolico di Gerosa, frazione di Val Brembilla, in provincia e diocesi di Bergamo; fa parte del vicariato di Brembilla-Zogno.

## Storia
Una chiesa era presente sul territorio di Gerosa quando fu smembrata dalla chiesa di Brembilla nel 1442. I vicini di Gerosa nel 1515 ebbero per decreto vescovile, il diritto di eleggere il parroco, questo indica che la chiesa era già parrocchiale. Nel 1533 risulta che la parrocchiale di Gerosa fosse intitolata al Maria Assunta e che era stata consacrata dal vescovo di Bergamo Pietro Lippomano.
Il 9 ottobre 1575 la chiesa fu visitata da san Carlo Borromeo arcivescovo di Milano. Negli atti della chiesa è citata "gli offici religiosi erano tenuti nella chiesa di Santa Croce, nuova parrocchiale".
Nei primi anni del Settecento la chiesa fu ricostruita su disegno dei due fratelli Caniana Giovan Battista e Antonio. Per la sua edificazione furono usati i materiali di recupero del vecchio edificio. Solo la torre campanaria del 1460 non è stata ricostruita; questa era stata restaurata già nel 1680. La benedizione della prima pietra avvenne nel 1726 dall'allora parroco don Carlo Locarini.
la chiesa fu visitata dal vescovo Giovanni Paolo Dolfin il 29 agosto 1779. La relazione documenta che la parrocchiale era retta dalla scuola del Santissimo Sacramento che gestiva l'altare maggiore amministrata da due sindaci eletti dai vicini, e quella del santo Rosario con l'altare omonimo che era retta da un sono sindaco.
L'edificio fu oggetto di lavori di mantenimento e restauro già nel 1808 e successivamente nei primi decenni del novecento con la nuova consacrazione da monsignor Flaminio Belotti vescovo di Sufetula. In quell'occasione il vescovo fece dono delle reliquie dei santi Pio e Alessandro di Bergamo che furono sigillate nell'altare maggiore.
Il novecento vide la chiesa oggetto di lavori di ammodernamento e mantenimento e la posa del nuovo altare ligneo rivolto verso i fedeli rispondente all'adeguamento liturgico delle chiese.
Con decreto del 27 maggio 1979 del vescovo di Bergamo Giulio Oggioni, la chiesa fu inserita nel vicariato di Brembilla-Zogno.

## Descrizione

### Esterno
L'edificio di culto è posto centrale alla località con orientamento nord ovest. Il sagrato con pavimentazione in pietra locale precede la facciata ed è posto sopraelevato rispetto l'assetto stradale. La facciata si sviluppa su due ordini divisi da una cornice marcapiano che si presenta con copertura a coppi. La parte inferiore è divisa in cinque sezioni da lesene e contro-lesene complete di alto basamento e semplici capitelli che reggono la trabeazione con fregio e la cornice. La sezione centrale è di maggior ampiezza e avanzata rispetto a quelle laterali di cui alcune si presentano a parete curva. Il portale in pietra locale sagomata è completo di paraste e architrave con fregio che reggono il timpano curvo spezzato nella cui cimasa è posto un ornamento. Vasi sono posti sul colmo delle due sezioni laterali. L'ordine superiore presenta nella parte centrale una finestra atta a illuminare l'aula, completa di contorno in muratura, e terminane con cornicione che regge il timpano triangolare.

### Interno
L'interno a pianta rettangolare a unica navata con volta a botte, è divisa in cinque campate da lesene, ogni campata si presenta di dimensioni differenti. Le lesene sono complete di zoccolatura in marmo e capitelli d'ordine corinzio che reggono la trabeazione con fregio e il cornicione che percorre tutto l'interno della chiesa e che è praticabile. La parte superiore presenta finestre con strombature che si collegano alla volta.
Le campate ultima e prima sono di raccordo con la facciata e con l'arco trionfale che precede il presbiterio.
Nella prima campata a sinistra vi è il battistero e nella seconda la cappella dedicata alla Madonna Addolorata con corrispondente quella dedicata a san Luigi. La quarta campata presenta gli altari dedicati alla Madonna del Rosario e corrispondente quello del Sacro Cuore di Gesù.

La zona presbiteriale con volta a vela è rialzata di tre gradini e termina con coro absidato.
Anticamente la chiesa conservata il polittico di Jacopo Palma il Vecchio datato negli anni venti del Cinquecento, poi smembrato e di cui rimane il Trittico di sant'Elena composto da tre tavole ed esposto nella pinacoteca di Brera di Milano.